# Ben Gascir
Ben Gascir, (arabo: قصر بن غشير), o Castel Benito durante il fascismo, è una città della Libia, situata 34 km a sud di Tripoli. 
Nelle sue vicinanze si trova l'Aeroporto internazionale di Tripoli (مطار طرابلس العالمي, IATA: TIP, ICAO: HLLT), che è il principale scalo aereo del paese.

## Storia
Nel 1938 fu istituita presso l'allora Aeroporto di Castel Benito la prima scuola di paracadutismo dei Fanti dell'aria, voluti dal governatore della Libia italiana Italo Balbo, che poi daranno origine alla Folgore. 
Durante la seconda guerra mondiale, in particolare nel 1941, la base aerea fu pesantemente bombardata dalle forze alleate. Dopo la conquista alleata l'aeroporto divenne una base della Royal Air Force inglese, denominata "RAF Castel Benito", prima di cambiare nome in "RAF Idris" nel 1952. La struttura fu adattata al trasporto civile nel 1978, e il terminal internazionale fu progettato dall'ingegnere scozzese Alexander Gibb.
La cittadina è anche nota per essere la sede del più importante club calcistico libico, l'Al-Ittihad.